# العلاقات البنينية البوتسوانية
العلاقات البنينية البوتسوانية هي العلاقات الثنائية التي تجمع بين بنين وبوتسوانا.

## مقارنة بين البلدين
هذه مقارنة عامة ومرجعية للدولتين:
| وجه المقارنة                                              | بنين            | بوتسوانا                       |
| --------------------------------------------------------- | --------------- | ------------------------------ |
| المساحة (كم2)                                             | 114.76 ألف      | 581.74 ألف                     |
| عدد السكان (نسمة)                                         | 11.18 مليون     | 2.29 مليون                     |
| الكثافة السكانية (ن./كم²)                                 | 97.42           | 3.94                           |
| العاصمة                                                   | بورتو نوفو      | غابورون                        |
| اللغة الرسمية                                             | لغة فرنسية      | لغة إنجليزية                   |
| العملة                                                    | فرنك غرب أفريقي | بولا بوتسواني                  |
| الناتج المحلي الإجمالي (بليون دولار)                      | 9.27 مليار      | 17.41 مليار                    |
| الناتج المحلي الإجمالي (تعادل القوة الشرائية) بليون دولار | 22.38 مليار     | 35.84 مليار                    |
| الناتج المحلي الإجمالي الاسمي للفرد دولار أمريكي          | 762             | 6.36 ألف                       |
| الناتج المحلي الإجمالي للفرد دولار أمريكي                 | 2.03 ألف        | 16.10 ألف                      |
| مؤشر التنمية البشرية                                      | 0.480           | 0.698                          |
| رمز المكالمات الدولي                                      | +229            | +267                           |
| رمز الإنترنت                                              | .bj             | .bw                            |
| المنطقة الزمنية                                           | ت ع م+01:00     | ت ع م+02:00، توقيت وسط إفريقيا |

## منظمات دولية مشتركة
يشترك البلدان في عضوية مجموعة من المنظمات الدولية، منها:
| علم المنظمة | اسم المنظمة                                 | تاريخ انضمام بنين | تاريخ انضمام بوتسوانا |
| ----------- | ------------------------------------------- | ----------------- | --------------------- |
|             | مؤسسة التنمية الدولية                       | 16 سبتمبر 1963    | 24 يوليو 1968         |
|             | يونسكو                                      | 18 أكتوبر 1960    | 16 يناير 1980         |
|             | وكالة ضمان الاستثمار متعدد الأطراف          | 26 سبتمبر 1994    | 15 مايو 1990          |
|             | الأمم المتحدة                               | 20 سبتمبر 1960    | 17 أكتوبر 1966        |
|             | مجموعة دول أفريقيا والكاريبي والمحيط الهادئ | ?                 | ?                     |
|             | الاتحاد البريدي العالمي                     | ?                 | ?                     |
|             | البنك الدولي للإنشاء والتعمير               | 10 يوليو 1963     | 24 يوليو 1968         |
|             | الاتحاد الدولي للاتصالات                    | 1961              | 2 أبريل 1968          |
|             | منظمة حظر الأسلحة الكيميائية                | ?                 | ?                     |
|             | مؤسسة التمويل الدولية                       | 5 فبراير 1987     | 23 مارس 1979          |
|             | المركز الدولي لتسوية المنازعات الاستشارية   | 14 أكتوبر 1966    | 14 فبراير 1970        |
|             | منظمة التجارة العالمية                      | ?                 | ?                     |
|             | منظمة الشرطة الجنائية الدولية               | ?                 | ?                     |
|             | الاتحاد الأفريقي                            | ?                 | 31 أكتوبر 1966        |
|             | البنك الإفريقي للتنمية                      | ?                 | ?                     |

## وصلات خارجية
- موقع وزارة الخارجية البنينية
- موقع وزارة الخارجية البوتسوانية